# Limiterend reagens

Gelijke massa's ijzer (Fe) en zwavel (S) reageren en vormen ijzersulfide (FeS), maar vanwege zijn hogere atoommassa is ijzer het beperkende reagens. Zodra al het ijzer is verbruikt, blijft er een deel van de zwavel ongereageerd achter.

Het limiterend reagens of beperkend reagens in een chemische reactie is een reagens dat volledig weggereageerd is wanneer de chemische reactie voltooid is.   De hoeveelheid gevormd product wordt door dit reagens beperkt, omdat de reactie zonder dit reagens niet kan doorgaan. Als meerdere reagentia als beperkend reagens kunnen aangeduid worden, zijn deze in stoichiometrische verhouding gemengd. Een stof waarvan er meer aanwezig is dan nog om te reageren met het limiterend reagens, wordt beschreven als een overmaat of een exces. 
Om de opbrengst van een reactie te berekenen, moet het limiterend reagens worden bepaald. De theoretische opbrengst wordt namelijk gedefinieerd als de hoeveelheid product die men verkrijgt wanneer het beperkende reagens volledig wegreageert. bekijkt men de uitgebalanceerde chemische vergelijking, die de reactie beschrijft, dan zijn er verschillende methoden om het limiterend reagens te bepalen en de overtollige hoeveelheden van andere reagentia te evalueren.

## Methode 1: Vergelijking van de hoeveelheden reagentia
Deze methode is vooral nuttig als er slechts twee reagentia zijn. Eén reagens (A) wordt gekozen en de uitgebalanceerde chemische vergelijking wordt gebruikt om de hoeveelheid van de andere reagens (B) te bepalen die nodig is om te reageren met A. Als de hoeveelheid B die daadwerkelijk aanwezig is de vereiste hoeveelheid overschrijdt, dan is B in overmaat en is A het limiterend reagens. Als de hoeveelheid B die aanwezig is, kleiner is dan de vereiste hoeveelheid, dan is B het limiterend reagens.

### Voorbeeld met twee reagentia
Beschouw de verbranding van benzeen, weergegeven door de volgende reactievergelijking:
{\displaystyle {\ce {2 C6H6(l) + 15 O2(g) -> 12 CO2(g) + 6 H2O(l)}}}
Uit de voorgetallen ({\displaystyle \nu }) is af te leiden dat er 15 mol moleculaire zuurstof (O2) nodig is om te reageren met 2 mol benzeen (C6H6).
De hoeveelheid ({\displaystyle n}) zuurstof die nodig is voor andere hoeveelheden benzeen kan worden berekend met behulp van kruisvermenigvuldiging (de regel van drie). Bijvoorbeeld, als 1,5 mol C6H6 aanwezig is, dan is 11,25 mol O2 nodig:
{\displaystyle n(\mathrm {O_{2}} )=n(\mathrm {C_{6}H_{6}} )\times {\frac {\nu (\mathrm {O_{2}} )}{\nu (\mathrm {C_{6}H_{6}} )}}=1{,}5\ {\ce {mol}}\times {\frac {15}{2}}=11{,}25\ {\ce {mol}}}
Indien er 18 mol O2 aanwezig is, dan zal er een overschot zijn van (18 − 11,25) = 6,75 mol niet-weggereageerde zuurstof wanneer alle benzeen verbruikt is. Benzeen is dan het limiterend reagens.
Deze conclusie kan bevestigd worden door de molaire verhouding van O2 en C6H6 die blijkt uit de uitgebalanceerde vergelijking te vergelijken met de daadwerkelijk aanwezige molaire verhouding:
- nodig: {\displaystyle {\frac {\nu ({\ce {O2}})}{\nu ({\ce {C6H6}})}}={\frac {15}{2}}=7{,}5}
- werkelijk: {\displaystyle {\frac {n({\ce {O2}})}{n({\ce {C6H6}})}}={\frac {18\ {\ce {mol}}}{1{,}5\ {\ce {mol}}}}=12}

Omdat de werkelijke verhouding groter is dan nodig, is O2 het reagens in overmaat, hetgeen bevestigt dat benzeen het limiterend reagens is.

## Methode 2: Vergelijking van de hoeveelheid reactieproduct die uit elk reagens gevormd kan worden
Bij deze methode wordt de chemische vergelijking gebruikt om de hoeveelheid van één reactieproduct te berekenen die uit elk aanwezig reagens gevormd kan worden. Het limiterend reagens is de reagens die de kleinste hoeveelheid van het beschouwde reactieproduct kan vormen. Deze methode kan eenvoudiger dan de eerste methode uitgebreid worden voor een onbepaald aantal reagentia.

### Voorbeeld
20,0 g ijzer(III)oxide (Fe2O3) reageert met 8,00 g aluminium (Al) in de volgende thermietreactie:
{\displaystyle {\ce {Fe2O3(s) + 2 Al(s) -> 2 Fe(l) + Al2O3(s)}}}
Aangezien in dit voorbeeld de hoeveelheden reagentia als een massa ({\displaystyle m}) worden gegeven, moeten ze eerst omgezet worden in stofhoeveelheid ({\displaystyle n}) via de molaire massa ({\displaystyle M}), om dan te bepalen hoeveel mol Fe uit elke reagens kan worden geproduceerd.
- Aantal mol Fe dat geproduceerd kan worden uit reagens Fe2O3
{\displaystyle {\begin{aligned}n({\ce {Fe2O3}})&={\frac {m({\ce {Fe2O3}})}{M({\ce {Fe2O3}})}}\\&={\frac {20{,}0~{\ce {g}}}{159{,}7~{\ce {g/mol}}}}=0{,}125~{\ce {mol}}\end{aligned}}}
Via de voorgetallen van Fe2O3 en Fe volgt:
{\displaystyle n({\ce {Fe}})=0{,}125\ {\ce {mol}}\times {\frac {2}{1}}=0{,}250~{\ce {mol}}}
- Aantal mol Fe dat geproduceerd kan worden uit reagens Al
{\displaystyle {\begin{aligned}n({\ce {Al}})&={\frac {n({\ce {Al}})}{M({\ce {Al}})}}\\&={\frac {8{,}00~{\ce {g}}}{26{,}98~{\ce {g/mol}}}}=0{,}297~{\ce {mol}}\end{aligned}}}
Via de voorgetallen van Al en Fe volgt:
{\displaystyle n({\ce {Fe}})=0{,}297~{\ce {mol}}\times {\frac {2}{2}}=0{,}297~{\ce {mol}}}

Er is genoeg Al om 0,297 mol Fe te produceren, maar slechts genoeg Fe2O3 om 0,250 mol Fe te produceren. Dit betekent dat de hoeveelheid Fe die daadwerkelijk geproduceerd wordt, beperkt wordt door de aanwezige Fe2O3, dat daarom het limiterend reagens is.

## Methode 3: Vlotte werkwijze
Uit het bovenstaande voorbeeld blijkt dat de hoeveelheid product (Fe) die uit elk reagens X (Fe2O3 of Al) wordt gevormd, zich verhoudt als:
{\displaystyle {\frac {n(\mathrm {X} )}{\nu (\mathrm {X} )}}}
met {\displaystyle n} de stofhoeveelheid en {\displaystyle \nu } het voorgetal in de reactievergelijking. 
Zo bekomen we een methode die ook werkt bij meerdere reagentia. Bereken bovenstaande formule voor elk reagens. Het reagens met de laagste uitkomst bij deze formule is dan het limiterend reagens. 
- Voor Fe2O3 geldt: 
{\displaystyle {\frac {n({\ce {Fe2O3}})}{\nu ({\ce {Fe2O3}})}}={\frac {0{,}125~{\ce {mol}}}{1}}=0{,}125~{\ce {mol}}}
- Voor Al:
{\displaystyle {\frac {n({\ce {Al}})}{\nu ({\ce {Al}})}}={\frac {0{,}297~{\ce {mol}}}{2}}=0{,}148~{\ce {mol}}}

De breuk is het kleinst voor Fe2O3 waaruit besloten mag worden dat dit het beperkend reagens is. Theoretisch gezien komt deze minimale waarde van {\displaystyle n/\nu } overeen met de maximale waarde van de vorderingsgraad, {\displaystyle \xi _{\mathrm {max} }}.